# Коплик
Коплик (на албански: Kopliku) e град в Албания. Населението му е 3734 жители (2011 г.). Намира се в часова зона UTC+1. Пощенският му код е 4301, а телефонния +355 211. МПС кодът му е MA.